# عادل البكري
عادل البكري (1930 - 8 سبتمبر 2018) طبيب وشاعر وكاتب عراقي.

## ترجمته
ولد في الموصل وتلقى علومه الأولية فيها. دخل كلية الآداب/ قسم الفلسفة في دمشق وتخرج فيها عام 1953 فضلاً عن دراسته للطب في دمشق أيضاً سافر إلى لندن وحصل على الدكتوراه في الصحة العامة. وعُيِّن في وظائف عدة : رئيس صحة الموصل 1963 ورئيس صحة الكوت 1965. وأستاذ آداب الطب في الجامعة المستنصرية 1978. وعضو اتحاد المؤرخين العرب 1988. ومدير صحة محافظة الموصل ثانية عام 1968. ونائب رئيس مؤسسة مدينة الطب في بغداد 1970 ومدير الصحة المدرسية عام 1976.

توفي إثر حادث مرور في الطريق بين الموصل وأربيل في 8 سبتمبر 2018.

## مؤلفاته
- عثمان الموصلي الموسيقار الشاعر المتصوف 1966 م[5]
- تاريخ الكوت وواسط 1967
- صفي الدين الارموي 1978
- المختار من النشوار 1985
- الفلسفة لكل الناس 1985
- في هيكل الحكمة 2004
- الجمان المنضود (ديوان شعر) 2005

الكامل في التراث الطبي العربي 2005

### تحقيق
- نصف العيش 1969
- دعوة الأطباء 2002

## وصلات خارجية
- عادل البكري على موقع أرشيف الشارخ.
- الدكتور عادل محمد البكري..سيرة رائد ومبدع عراقي - إبراهيم خليل العلاف - الحوار المتمدن - العدد: 2275 - 2008 / 5 / 8
- الطبيب ودارس الفلسفة عادل البكري: اكتشفت قبر الشاعر المتنبي في النعمانية ودعوت لمهرجان عالمي عنه في بغداد - مؤسسة الكوثر

{